# Campionatul Mondial de Scrimă din 2008
Campionatul Mondial de Scrimă din 2008 s-a desfășurat în perioada 18–20 aprilie la Beijing în China. A fost organizat pentru probele care nu erau incluse în programul Jocurile Olimpice de vară din 2008, adică spadă feminin pe echipe și floretă masculin pe echipe.

## Rezultate

### Masculin
| Probă             | Aur                                                                  | Argint                                                 | Bronz                                                                |
| Floretă pe echipe | Italia Andrea Baldini Andrea Cassarà Stefano Barrera Salvatore Sanzo | Germania Peter Joppich Benjamin Kleibrink Dominik Behr | Polonia Michał Majewski Radosław Glonek Marcin Zawada Sławomir Mocek |

### Feminin
| Probă           | Aur                                                                      | Argint                                          | Bronz                                                                      |
| Spadă pe echipe | Franța Laura Flessel Hajnalka Kiraly-Picot Maureen Nisima Sarah Daninthe | China Li Na Luo Xiaojuan Zhang Li Zhong Weiping | Germania Imke Duplitzer Britta Heidemann Marijana Markovic Monika Sozanska |